# Lungotevere della Vittoria
Le lungotevere della Vittoria est le tronçon du Lungotevere qui relie la Piazza del Fante à la Piazzale Maresciallo Giardino, à Rome, sur la rive droite du Tibre, dans le quartier Della Vittoria, jouxtant le nord de la cité du Vatican, dans le Municipio XV, occupant le nord et le nord-ouest de la ville.

## Caractéristiques
Le lungotevere della Vittoria a été créé par une résolution du conseil municipal n° 90 en date du 25 février 1948. Il tire son nom du quartier Della Vittoria dans lequel il est situé, qui fait partie des 15 premiers quartiers créés à Rome en 1911, alors sous le nom de Milvio, officiellement reconnu en 1921. En 1935, le quartier est rebaptisé avec son nom actuel  pour célébrer l'issue victorieuse pour l'Italie de la Première Guerre mondiale. 
Sur le plan architectural, le lungotevere s'inscrit dans la droite ligne de l'évolution du quartier, témoignant de la transition de l'Art nouveau (style éclectique qui perdurait encore au début des années 1920) au rationalisme fasciste, qui s'impose à partir du milieu des années 1920. Jusqu'à la fin des années 1930, on assiste alors dans le quartier à une prolifération d'œuvres rationalistes, comme en témoigne notamment le bâtiment de l'Institut historique et culturel du Corps du Génie (it), construit en 1940, qui héberge un centre culturel historique, un musée et un espace d'exposition dédié à l'histoire de l'armée italienne, situé au n° 33 sur le lungotevere.
On y trouve également au n° 1 du lungotevere, la Casa Moravia, maison où vécut, à partir de 1963, l'écrivain, critique, essayiste et intellectuel Alberto Moravia, transformée en musée, qui abrite le siège de l'association Fondo Alberto Moravia — créée le 16 décembre 1991, un an après la mort de l'écrivain — qui gère son œuvre.

## Crédit d'auteurs
- (it) Cet article est partiellement ou en totalité issu de l’article de Wikipédia en italien intitulé « Lungotevere della Vittoria » (voir la liste des auteurs).